# Вишняківський маєток
Вишняківський маєток збудовано у Вишняках, Полтавська область, за проектом відомого архітектора Миколи Львова, будівництво проводилося протягом 1805 року. Розпочав будівницто маєтку у 1780 році Радіон Стапанович Паламенець, власник Вишняківського маєтку. Завершувила будівництво Надія Дем'янівна Пламенець (до шлюбу Оболонська). Протягом XIX- початку XX століть маєток належав панським родинам Пламенців, Оболонських, Родзянко, а з кінця XIX століття - Котляревських.
Будинок збудований з цегли, у проєкції — квадратний, двоповерховий, тинькований. Над головний входом — прямокутний балкон-тераса, що спирається на масивні колони. З тильного боку — подібний балкон, тільки вже впівкола. Композиційним центром будівлі є овальна зала, завершена куполом з невисоким шпилем. Зала на другому поверсі освітлюється вікнами з барабану купола.
На стіні будівлі встановлена меморіальна таблиця про те, що 1845 року тут гостював Тарас Шевченко.
Нині в колишньому маєтку розмістився будинок-інтернат для інвалідів.

## Історія родових династій маєтку в селі Вишняки

### Будівництво маєтку у селі Вишняки Родіоном Пламенцем
В квітні 1570 року король Сигізмунд ІІІ видав князю Олександру Вишневецькому жалувану грамоту на землі по Сулі, Солониці, Удаю, Хоролу з правом закладати на ній замки і міста, збирати податки на свою користь.
В 1618 році за Вишневецьким були закріплені і Вишняки. Від цього «господаря великого панства» на лівобережній Україні селяни зазнавали найтяжчої експлуатації і всіляких утисків. За ревізією 1726–1729 року Катерина ІІ закріпила за Родзянком 24 тисячі десятин землі, щедро обдарувала землею і відомого тоді поміщика із Веселого подолу інженера корабельних справ серба Радіона Пламенця. За нього вийшла заміж дочка Дем’яна Оболонського, Надія.
Відгриміло весілля і «молоді» з‘явилися у власному помісті у Вишняках у 1775 році. Це були перші пани, які постійно жили у Вишняках. Пламенець негайно взявся округлювати своє помістя, купував села, землі і невдовзі мав із дружиною 2640 осіб.
Невідомо, яким був Пламенець, коли десь працював інженером, а на старості постійно виявляв свій деспотичний характер. Перш за все він переселив вишняківських козаків за річку – та місцевість стала називатися Зарудкою, а в центр самого села переселив своїх підданих. Поступово він прибрав до рук і зарудчан. Пламенці намагались придати своєму маєтку культурний вигляд на зразок закордонних садиб. Кріпаки збудували двоповерховий будинок, оранжерею. Пламенці тримали капелу талановитих кріпосних селян – музикантів та співаків, які мусили розважати панів, які часто влаштовували у Вишняках гульбища.
З урожаїв збиралося багато хліба і багатьох панів непокоїла думка, що робити із зерном, яке було не вигідно далеко возити продавати, бо перевіз коштував дорожче, ніж сам хліб. Страждав від цього і Пламенець. Тоді й вирішив переганяти хліб на спирт, будувати недалеко від Демя’н-балки винокурню, щоб продавати і поїти всіх, хто їде із далекого Кременчука в Хорол. Так у 1883 році у Вишняках була збудована гуральня, де із зерна викурювали 2000 відер горілки на рік.
Подивилися скоса на Пламенця  хорольські пани-винокури, які захопили все місто і не збудували жодної школи, зате звели 12 гуралень. Вирішили вони закінчити справу мирно, запропонували Пламенцеві продати їм винокурню, а пшеницю збувати їм. Але Пламенець спробував власної горілки і радість охопила його серце. Послав запрошення у Хорол і Горошин знатним панам з’явитися у суботу на гулянку у Вишняки по причині спиртних прибутків. І прибули в субботу други й недруги – поміщики, генерали, майори, полковники, цивільні й духовні особи. Найперше оглянули винокурню, пророкували розумному господареві успіх.
«В новому будинку, славному палаці почався гучний бенкет. А будинок панський складався із круглої зали, з якої на чотири сторони світу вели двері в квадратні величезні кімнати, з'єднані між собою. Господиня Надія Дем’янівна надала будинкові шик палаців. Це було на першому поверсі, а на другому, точній копії нижнього, повинен був початися бал із танцями на петербурзький лад.
Хорольські винокури позаздрили славі Пламенця, бо прийшла звістка безпосередньо під час бенкету, що Пламенець буде постачати горілку в Москву й Петербург.
Залишили гості їжу й питво і розпарені вийшли до ясних зірок на свіже повітря. Тут їм був заготовлений шиплячий і блискучий феєрверк та стрілянина із старовинної гармати, котру привіз чоловік Надії Оболонської з петровських походів.
Родіон Степанович покликав усіх на східний схил довгого горба, на якому стояв панський будинок, що панував над заплавними луками. Тут і пішла розмова про те, що даремно річка Хорол далеко тече від палацу Пламенця і позбавляє господарів насолоди річковим пейзажем.
Ранком стояв Пламенець на своєму високому березі і дивився на світле сонце, що підіймалося зі сходу і прикрашало зелений пейзаж з плавнями і далекою річкою, котра протікала зліва, за два кілометри обходила село Вишняки з північного сходу і з півночі. Зухвала думка про річку Хорол, наче стріла пронизувала душу серба.
Якщо ніхто не сумнівався в тому, що поміщик може судити своїх кріпаків, будувати і розвалювати будівлі, то ніхто не чекав, що Пламенець підніме руку на цілу річку, яка ніде в світі не продавалася і не купувалася. Підняв Пламенець руку на річку Хорол і в один день зігнав весь люд із своїх сіл, близьких і далеких. Ревіли воли, іржали коні, стояв стогін, якого не було на жодному із чотирьох хорольських ярмарків. Проснулися хорольці і почули далеке іржання й мукання. Вийшли на свої круті береги і побачили рух якоїсь орди.
Шістсот підвід з кріпаками їхали із Вишняків у місто Хорол. Чорна пилюка стояла над цим незрозумілим походом, котрий тягнувся за паном Пламенцем, котрий з тріумфом виглядав із своєї карети. Поруч із ним сидів нікому невідомий технік-меліоратор, викликаний із Харкова, і щось говорив панові. Ось панська карета повернула направо і поїхала понад берегом Хорола, далеко по крутому вигинові річки. Допитливі кинулися  навздогін вияснити, для чого поміщик вигнав у один день стільки людей, але кріпаки не сказали нічого, бо Пламенець суворо зберігав таємницю.
Та швидко все відкрилося. За п’ять верст від Хорола вгору по течії річки орда зупинилася і розташувалася табором, розбилася на артілі. Технік раніше таємно вивчив течію Хорола, дав наказ, і сотні людей взялися скопувати на крутизні правого берега високі схили піску і возити його до річки. Висипавши пісок у воду, кріпаки знову поверталися і навантажувалися. На очах здивованих хорольців пішла у річку широка смуга жовтого свіжого піску.
Побігли хорольці з криком і скаргами на Пламенця. Але доки приїхав розлютований повітовий начальник, вал розширився і вже на десяток саженів пішов у річку. Тоді погнали коней у Полтаву зі скаргою до губернатора. А Пламенець робив свою справу, ті ж шістсот візниць, обливаючись потом, возили і возили пісок до річки. А Хорол кипів і тремтів десятий день, обурюючись на таке свавілля полковника і з гнівом спостерігав, як крок за кроком відступає річка від міста, як змінюється рівень води у глибоких колодязях, потрібних для винокурень і для двотисячного населення міста.
Нічим – ні прокльонами, ні проханнями, ні сльозою, ні грозою не могли взяти Пламенця імениті пани Хорола. І як розреготався він, коли від губернатора не прийшло ніякої  відповіді, бо сам полтавський губернатор, не хотів ризикувати своїм авторитетом при дворі через якусь гнилу річечку.
Так, після двох тижнів важкої роботи встав на шляху річки вал на дві версти. Вибіг Хорол із-за кручі, де раніше був поворот до міста Хорола, наткнувся на піщаний вал і покотив свої води на плавні поміщика Пламенця, до панського горба, на якому стояв палац. Річка обтекла панський двір, зробила другий поворот до міста і повернулася у своє попереднє русло, але тепер відійшла від міста майже на кілометр.
Коли ж засяяв у новій річці відбиток місяця, до вікна палацу підійшов переможець винокурів з «молодою». Весело засміялася Надія Оболонська, обняла чоловіка і, висунувшись із вікна, плюнула в річку. Тоді сказав їй чоловік з великою гордістю:
- Ну, дружино, річка як і кохання моє, біля твоїх ніг! Віддамо ж належне твоїм царським ногам, щоб з’явився у нас спадкоємець цієї красивої річки.
Але спадкоємець так і не з’явився. Хворий Пламенець у 1778 році запросив попа Карпа Черняка і обіцяв йому в останній рік свого життя загладити всі свої гріхи і збудувати на свої гроші церкву. Тільки чотири роки прожив Пламенець у Вишняках і помер в 1779 році».

### Маєток у володінні Дем’яна Оболонського
Залишилася вдовою Надія Оболонська без спадкоємця, продала своєму братові Дем’яну Дем’яновичу велику частину майна і на ці гроші збудувала над домовиною чоловіка церкву у Вишняках, поруч із панським будинком.
```
«Жадібний Дем’ян Дем’янович надумав захопити весь маєток сестри, але, скільки не чекав, не міг дочекатися її смерті. Наді п’ятдесят, живе вона, дині їсть і лікарів не знає. Шістдесят років – чорт її носе по всьому повіту, гостює вона то у Родзянок у Хоролі, то поїде в гості до брата в Горошин, голубить його малюків. А племінники ростуть в свою чергу, вже одружуються. Ще десяток років – все живе стара колода, царська хрещениця, і сама у сімдесят п’ять років ходить по господарству з усім управляється, нікому нічого не доручає»
[
4
]
.
```

Помітив Дем’ян, що вона внуків його любить і зрадів: своє добро у заповіті їм відпише. Коли бабуся Надя, проживши п’ятдесят один рік без чоловіка, пережила п’ять царів, померла шістнадцятого листопада 1830 року на вісімдесят сьомому році життя, то відкрився заповіт царської хрещенниці, і довідався Олександр Дем’янович, старший син Дем’яна, що весь маєток Оболонської фактично переходить до його рук: село Вишняки записане на ім’я його сина Володі, п’ять інших сіл – на ім’я сина Петі, а найменшій дочці його Олександрі на придане – сто тисяч карбованців у банку, не в паперових асигнаціях, а у сріблі.
Як батько, опікун своїх дітей – нащадків Надії Оболонської, Олександр Дем’янович (народився у 1794 році) з’явився в Вишняках і вмить заспівали канчуки на спинах кріпацьких. Особливо насів він на винокурню, власною персоною став споживачем горілчаної продукції.
До горілки приєдналися карти. У Хоролі, у Горошині, у Вишняках, а ще частіше в Полтаві ставив він величезний банк із живих кріпаків, сіл своїх і під п’яну руку програвав. Так програв він все майно своїх дітей. Падало в його руках  сільське господарство, падав добробут села, а якщо щось і трималося то тільки винокурня.
А Полтавська губернія, виходить на перше місця в Росії по виробництву горілки, хлібний край, звідки хліб не повезеш без залізниць і де його вигідно переганяти на спирт. Про це гордо розповідається у  № 40 «Полтавських губернських відомостей» від п’ятого жовтня 1846 року: «Торік на Полтавщині було чотириста сорок сім винокурень…». На першому місті у першій горілчаній губернії іде місто Хорол, яке на 13 своїх заводах зварило триста шістнадцять тисяч двісті двадцять одне відро горілки, або вдвічі-втричі більше ніж всі сусідні повіти. А всього населення в повіті шістнадцять тисяч. І припало на одного чоловіка, з немовлятами включно, по двадцять відер вогняної води.
Виручені за горілку карбованці йшли на гультяйське життя батька–опікуна та молодих нащадків Наді Оболонської, молодого гардемарина Володі в Петербурзі, котрий пізніше служив мічманом на знаменитому фрегаті «Паллада», і ліберального Саші, який черпав у Одеському ліцеї мудрість наук на предмет подолання батькових вад і примноження багатств, одержаних у спадщину від бабусі Надії Дем’янівни.
Великий ліберал Олександр Олександрович Оболенський (Оболонський) став із голови до ніг європейцем, заснував у Петербурзі з друзями «Народное чтение». Як редактор цього видання,  засуджував тиранію  царських опричників і сприяв появі на його сторінках віршів Некрасова, Курочкіна і геніальних творів  великого народного поета  -  Шевченка. Гордився дружбою із ними, друкував гнівні вірші великого Тараса і вважав його бойовим, справедливим поетом, доки не прочитав одного з рукописів Т. Шевченка – повісті «Близнецы», де його покірний слуга нешанобливо відгукнувся про його батька і про бабусю Надію Оболонську і де назавжди закарбований образ обідраних, голодних Вишняків.

### Відвідування маєтку Тарасом Григоровичем Шевченком

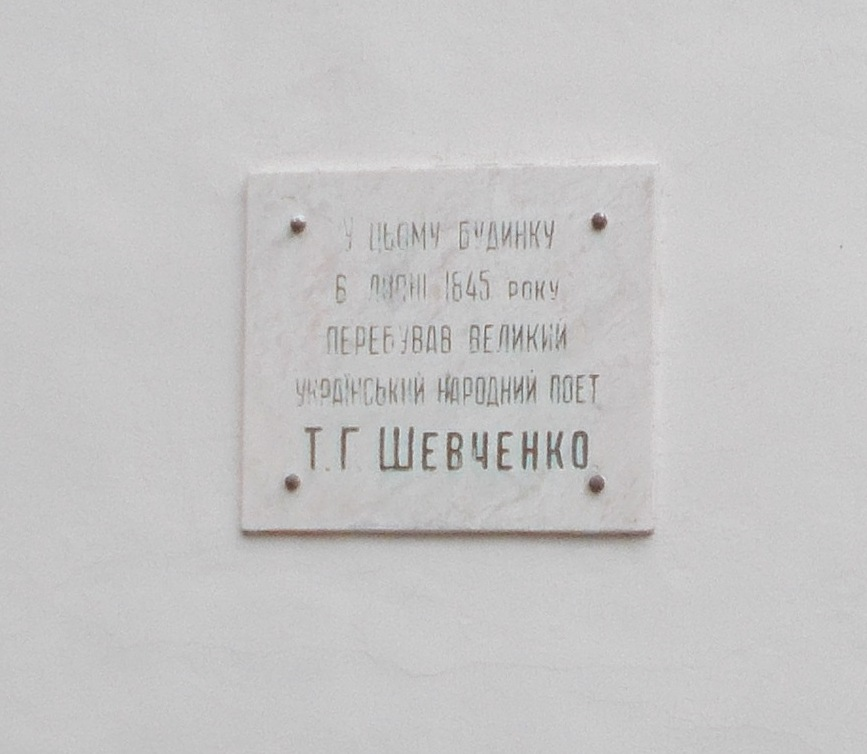

Стояла суха осінь 1845 року. Та осінь, коли приїхав у Ромни на ярмарок, молодий тридцятидвохрічний художник, колишній кріпак Тарас Григорович Шевченко. Відставний полковник Аркадій Гаврилович Родзянко запросив його у власний  маєток у Веселому Подолі. Шевченко погодився.
Висока карета, запряжена четвіркою панських коней, помчала їх із Ромен по широкому шляху на Хорол, на Вишняки, і заблищали на зораних полях і на стерні  багаточисленні павутинки бабиного літа.
«Наступного дня, у полудень, Родзянко представив своєму молодому другові місто Хорол, що встало на півдні. Для задоволення допитливості гостя він відшукав у купленному на ярмарку «Всеобщем географическом и статистическом словаре» князя Гагаріна, видане 1843 року слово «Хороль» і прочитав:
- «Хороль – уездный город Полтавской губернии (Россия) при реке Хороль, шесть церквей (три каменных), светское училище, 5 лавок, 24 питейных дома и 737 жилых домов (два каменных), 4 годовых ярмарки».
- 24 шинки? І лише одне училище? – запитав Тарас Григорович. Родзянко нахилив голову.
- Погані справи у нас із освітою.
- І лише два кам’яних, на все місто? – продовжував Тарас Григорович.
- Та ці будинки збудовані моїм братом Платоном і графом Капністом, відповів Родзянко, спостерігаючи за виразом обличчя поета, який жадібно вдивлявся у труби винокурень, дерев’яні будівлі і пряму, наче стріла, головну вулицю, що потопала  в садах  і лісових засіках.
- Кажуть, Хорол завжди голий! – каже Тарас Григорович.
- Але кажуть і інше, - заперечив Аркадій Гаврилович, - славні Лубни Кулябками, а Хорол Родзянками».
Він хвалився своїм знайомством з Пушкіним, тим, що збирається купити у п’яниці  Оболонського Олександра бібліотеку з 3000 томів, що цілить купити у Оболонського весь маєток, бо, завдяки пияцтву батька, господарство дітей, які жили в Петербурзі, занепало.
«І, ось, піднялися в осінній далечині, на фоні далекої сивої хмари, похмурі силуети Вишняків. Ближчі хатинки в сіріючому повітрі здавалися здалеку сотнею жінок, випханих пановим осавулом полоти кукурудзу і розставлених у повному безпорядку.
- Не білені хати! - прошептав Тарас Григорович, дивуючись убогому пейзажеві.
А хати посунулися ближче, і перша з них підпливла зовсім близько: глиняна потвора з двома дірками замість очей. Дверей не було, їх заміняла дошка.
Насторожений Шевченко раптом почув тихе виття, ніби в мороці  покинутої хати хтось схлипував. «Там люди! Що з ними?»
Стривожений, він на хвилину піднявся в кареті і побачив у глибині хати за перестінком хвору матір, накриту всяким ганчір’ям. Вона тримала в руках якийсь згорток і голосила над ним.
- Мій хворий синочку! Я зроблю тобі примочку…
Захотів вийти Тарас Григорович із карети, розпитати, заспокоїти матір, але кров замутила очі, і тільки тяжко зітхнув. Карета понесла і мелькнула хата невідомих вишняківців, оголивши зірваний дах і дірявий, напіврозвалений бік.
Встала друга, потім третя хата, і всі були як одна: без дахів, ледве вкривши шматками очерету, вони випинали в сиве небо голі сволоки і напівобідрані підпори.
Відступали в осінню імлу убогі жита: піднімалися тільки панський палац і винокурня.
- Все в Оболонських в пустку повертається! І врятує це господарство рід Родзянок! – теревенив відставний полковник.
«Ні, не панам рятувати народне господарство!» — думав Тарас, збуджений широкими вогнями величезної винокурні, які освічували порожні чорні поля».
Мінялися пани, але незмінним залишилося життя кріпаків. Воно ставало все нестерпнішим».

### Маєток у володінні родини Котляревських
У кінці ХІХ століття господарі маєтку змінилися на ще одну імениту династію. 
Сім’я Апраксіних–Котляревських нараховує в своїй історії багатство славних російських прізвищ : Кузьміних–Караваєвих, Дурново-Баратинських, Родзянко, Мусіних–Пушкіних, Шеремєтьєвих, Воронових–Дашкових, Шувалових. Є серед цих імен і ті, які увійшли у вічність через літературу: прадід Марії Миколаївни Апраксіної – відомий археограф граф Олексій Іванович Мусін–Пушкін (1944-1817), що відкрив світові рукопис «Слово о полку Ігоревім»; другий предок – Іван Петрович Котляревський – автор «Енеїди» та «Наталки-Полтавки», вважається засновником української народної мови.
Але найбільшу відомість предки сім’ї знайшли на військовому поприщі. Герой кавказьких війн, генерал, кавалер трьох степенів ордена св. Георгія Петро Степанович Котляревський. 
Він походить із сім’ї сільського священника, але випадок привів його до армії, де майбутній генерал брав участь у штурмах Дербента, Тифліса, Ленкорані, був сім разів поранений і удостоєний золотої шпаги. При взятті Ленкорані у 1813 році був тяжко поранений. Звільнений у безстрочну відпустку, прожив ще в тихому покої 39 років.
Лише один раз був порушений його спокій у 1828 році з початком Перської війни, коли імператор Микола I запропонував йому взяти командування військами і тут відважний воїн відмовився; свою таємницю він розповів лише за декілька днів до смерті, коли вийняв із шкатулки 40 кісточок видалених із його голови після ленкоранського штурму, і сказав: «Ось що було причиною, чому я не міг прийняти призначення Государя і служити до гробу престолу і Батьківщині. Нехай вони залишаться вам «на пам’ять про мої страждання…».
Ось у такому іменитому роді і появився на світ у 1890 році майбутній статський радник і секретар головнокомандуючого російської армії Микола Михайлович Котляревський, потомственний дворянин Полтавської губернії. Його сім’я  володіла тоді маєтностями у Вишняках Хорольського повіту.  Спогади барона С.А. Торнау, екземпляр яких зберігається у Марії Апраксіної, змальовує майже казковий образ щасливого поміщицького життя ще в 1918 році.
«Великий двоповерховий кам’яний будинок, побудови, як запевняють, знаменитого Растреллі, з двох світлою круглою залою на верхньому поверсі, оточених дивовижним садом, був найкращим місцем відпочинку. Сім’я Миколи Михайловича Котляревського складалася із його матері Єлизавети Олександрівни, двох сестер: старшої Єлени Михайлівни, молодшої Марії Михайлівни і брата  - полковника гвардійської кінної артилерії Володимира Михайловича. Ще в будинку проживали сестра Єлизавети Олександрівни з чоловіком, артилерійським генералом.
Будинок був поставлений на стару ногу. Відмінний повар, Максим Хомич, завідував кухнею, стравам взагалі у Вишняківському маєтку придавалося велике значення.
На конюшні стояли прекрасні коні : будинок і двір були повні прислуги і зовнішньо ніщо не нагадувало про те, що пройшло майже 10 місяців з дня революції.
Вишняківські селяни не зарились поки що на чуже майно, сиділи спокійно. Єлизавета Олександрівна користувалася серед селян любов’ю і повагою. Порадою, а інколи й грішми вона допомагала вишняківцям і нерідко бували випадки, коли коні економії відвозили на фаетоні хворого селянина до міської лікарні. Микола Михайлович мав добрі знання у веденні сільського господарства і багато докладав зусиль улюбленій справі.
Вишняківська економія під його керівництвом стала однією з найбільш культурних у повіті. Розум його і природний такт цінувалися суспільними діячами, на земських і міських зборах прислуховувалися до його голосу, не дивлячись на його порівняно молоді роки.
Природа і місцевість, що оточували Вишняки, дуже нагадували вірші Олексія Толстого « Ты знаешь край, где все обилием дышит?».
Слід відмітити, що господар маєтку не зовсім по своїй волі перебував на відпочинку. Після закінчення Новоросійського університету (закінчив юридичний факультет) весь час перебував на фронті в Червоному Хресті і 20 червня 1916 року був отруєний німецькими газами, після чого лікувався в Криму і в себе вдома.
Але спокій, описаний бароном Торнау, дуже скоро закінчився: спочатку його порушили дезертири, потім додали більшовики, ненадовго навели порядок німці, потім почали дошкуляти банди. «З важким відчуттям суму залишали ми Вишняки. Будинок, у якому жили і помирали цілі покоління старого дворянського двору, був залишений його власниками на милість шайки грабіжників».
З кінця грудня 1919 року Микола Михайлович пробирається в білий стан. У квітні-травні 1920 року служить у Врангеля, особистим секретарем Головнокомандуючого Російською армією, на такій посаді і залишається до самої смерті генерала.
Особистий архів секретаря Головнокомандуючого зберігається у його дітей Марії Миколаївни і її брата Володимира Миколайовича в Брюсселі (Бельгія). Хрещеним батьком Володимира Миколайовича був сам барон Врангель, хрещеною матір’ю Марії Миколаївни – велика княгиня Ксенія Олександрівна, рідна сестра Миколи II.
Микола Михайлович Котляревський прожив потім майже сорок років у Бельгії, де встиг зробити ще одну велику справу: він був головою Комітету по побудові храму-пам’ятника в ім’я Царя-мученика Миколи ІІ і всіх руських людей, богоборчою владою у смуті убієнних. Храм був закладений 2  лютого 1936 року і освячений 1 жовтня 1950 року; у ньому зберігаються реліквії царських новомучиників, привезених з Уралу через Сибір і Далекий Схід слідчим Н.А. Соколовим. 
Помер Микола Михайлович 5 червня 1966 року після інфаркту і похований на тому ж  кладовищі комуни Юккль в Брюсселі, де похована баронеса М. Д. Врангель (1858-1944) і багато інших наших співвітчизників.

## Маєток у ХХ столітті
Сьогодні в знаменитому маєтку у селі Вишняки розташований інтернат для літніх людей. Та й досі через два з половиною століття свого існування, він чарує своєю красою людей. 

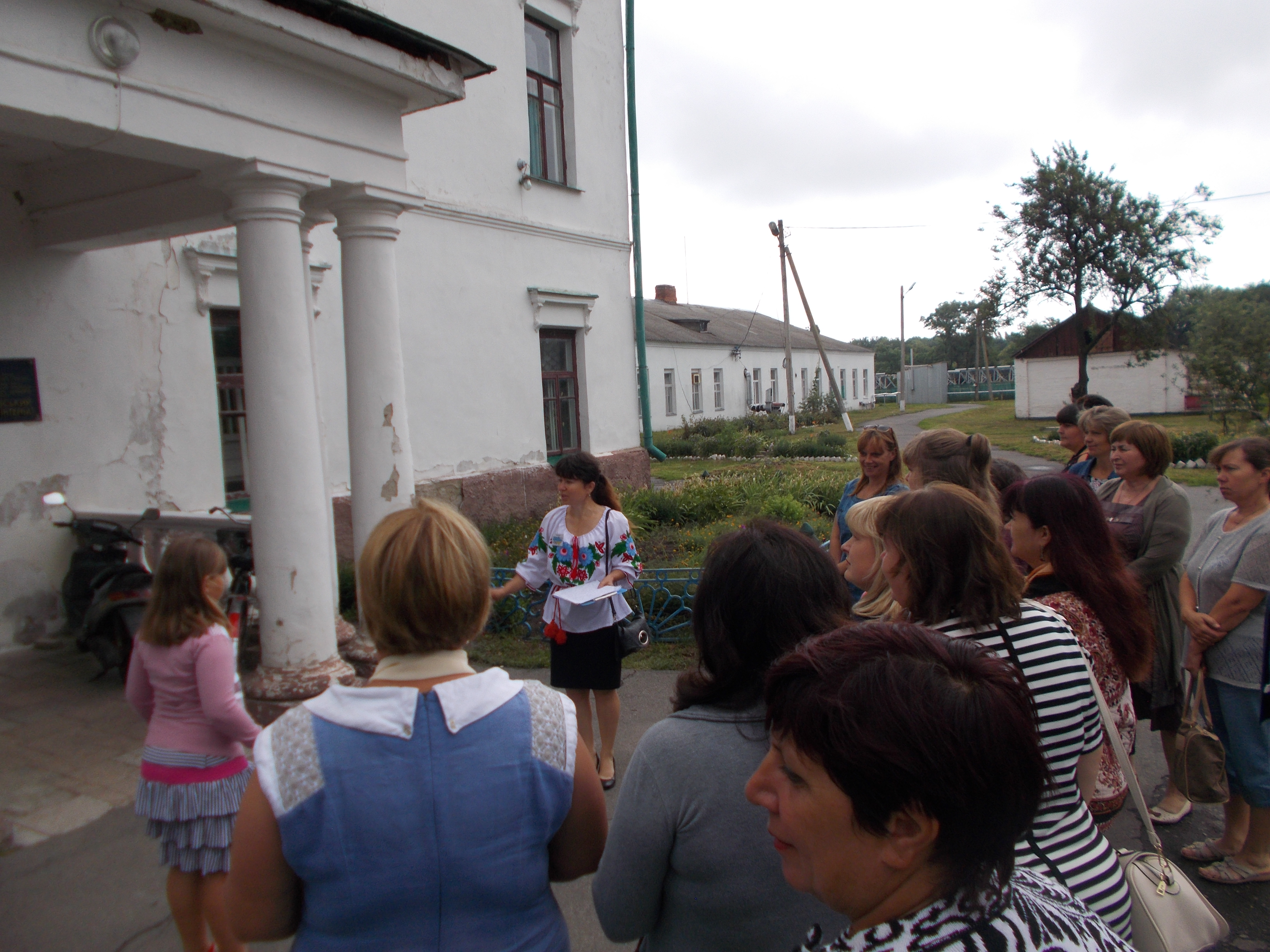

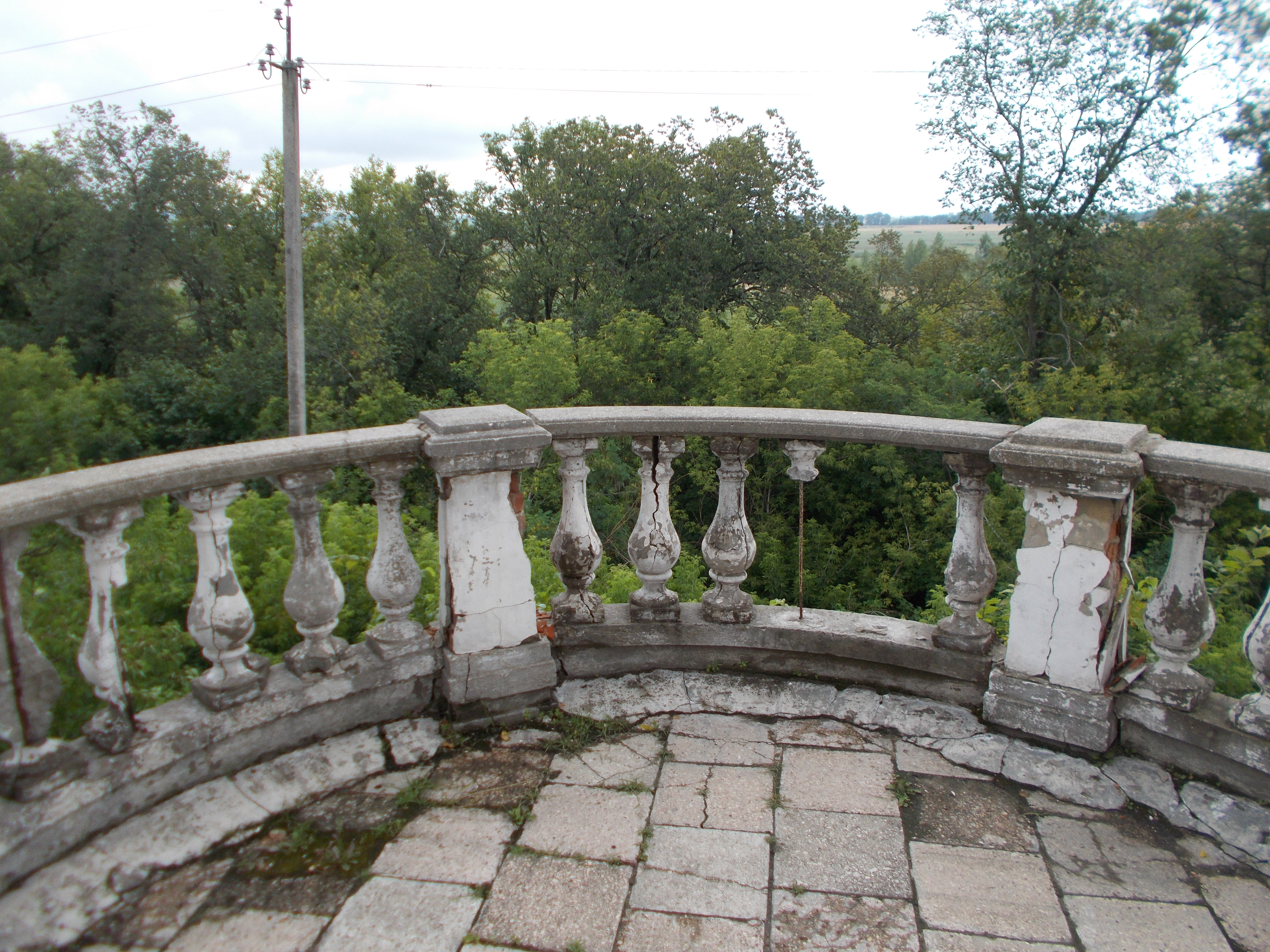

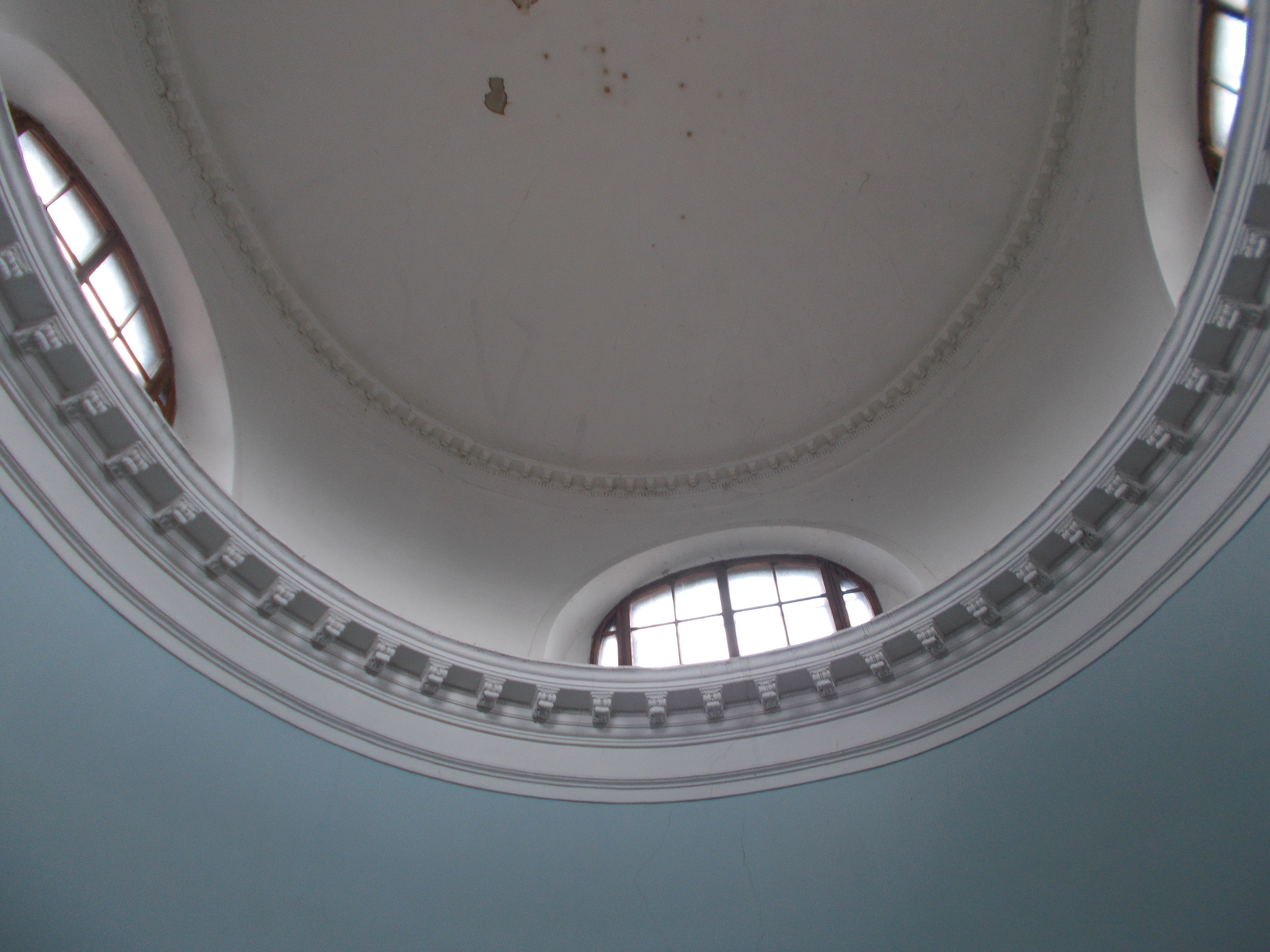

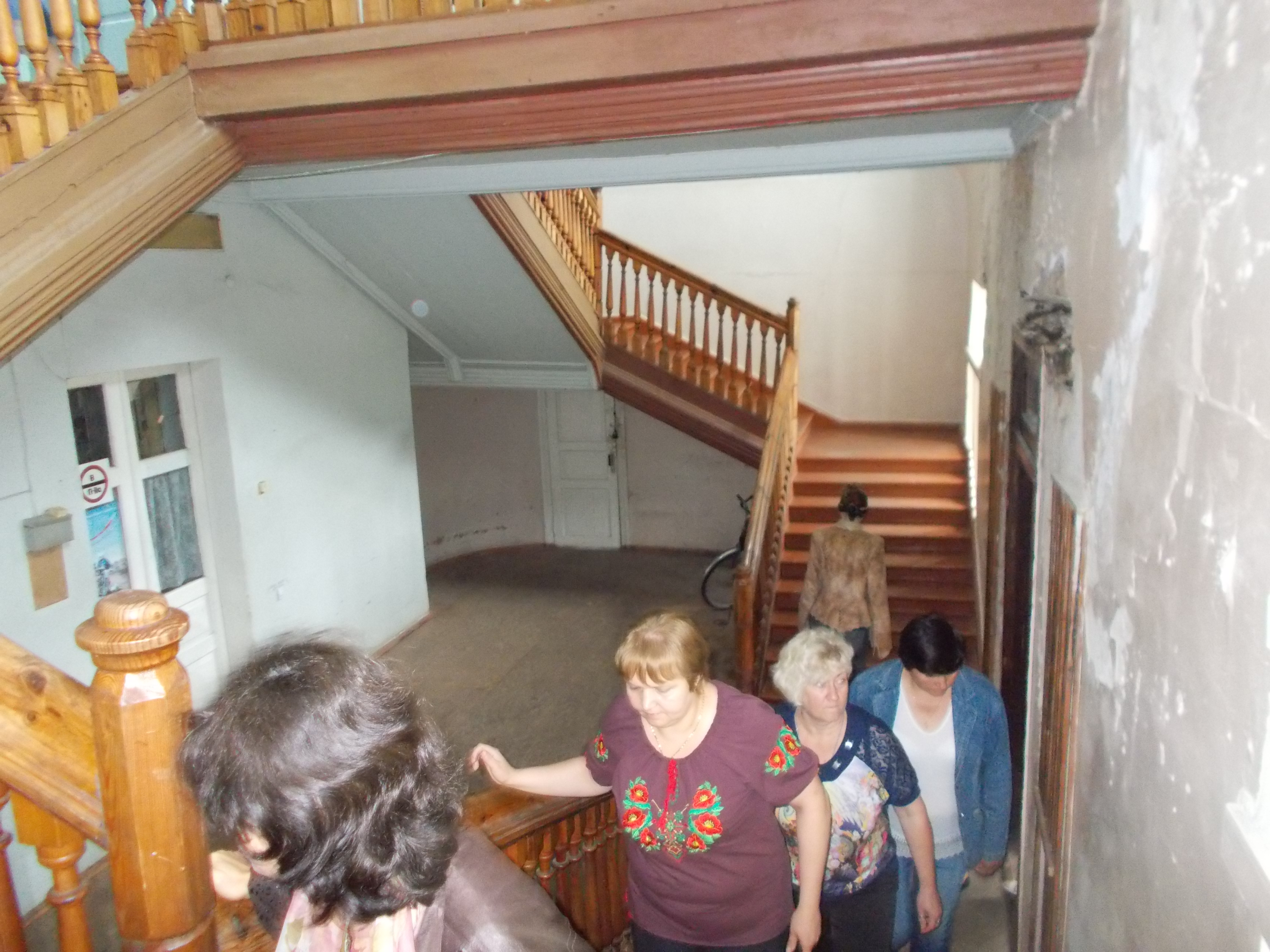

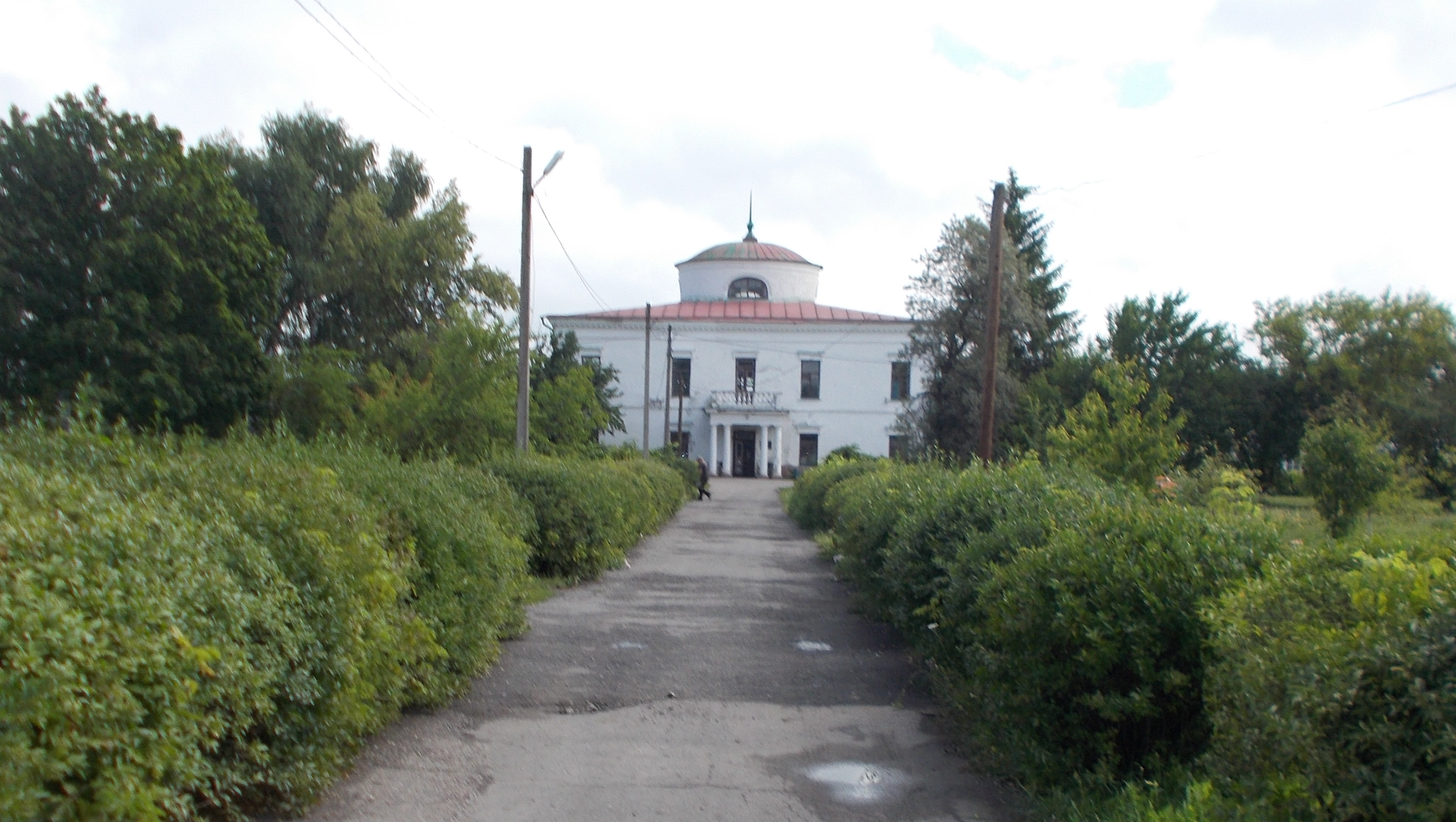